# Частични избори
Частичните избори са термин определящ избирането на политически представител на част от територията (обикновено избирателен окръг) и към дата различна от тази на редовните избори. 

Избирането на представители в по-късен момент от редовните избори може да се наложи поради смърт на мандатоносителя преди изтичането на мандата, оставка или други причини поради които мандатът не може да бъда довършен. Частичните избори не са начин за запълване на отделни избираеми места по време на мандат и извън редовните избори. В някои избирателни системи мястото просто се заема от следващия в листата на партията, спечелила мандата.

## Частични избори в България
В България се провеждат частични избори за кметове на населени места. Правилата за тях са уредени в Раздел ХІІ от Изборния кодекс. Според него частични избори за кмет се провеждат само в населени места с над 300 души население и ако остава повече от една година до следващите редовни избори. . Процедурата включва Общинската избирателна комисия, която уведомява Централната избирателна комисия (ЦИК) за прекратяването на правомощията на кмета. От своя страна ЦИК предлага на Президента да насрочи избори. Президентът насрочва датата на изборите.
При прекратяване на правомощията на народен представител, общински съветник или член на европейския парламент, мястото се попълва от следващия в листата спечелила мандата. Президентът на Република България се замества от вицепрезидента при предсрочно прекратяване на пълномощията.

### Частични избори по изключение
В България веднъж е имало частични избори за Европейски парламент, през 2007 година. Причината за това е влизането на България в Европейския съюз, което се разминава с мандата на тогавашния парламент, който започва през 2004 година. 
Изключение са и частичните избори за общински съветници в Белоградчик през 2012 година. Причина решение на Върховния административен съд (ВАС) отменящо резултатите от проведените местни избори проведени октомври 2011 година заради допуснати нарушения на избирателния кодекс.

## Нови избори в България
За разлика от частичните избори, които допълват освободените места, „нови избори“ се насрочват в случаите когато:
- при произвеждане на избори за кмет на втори тур няма избран кмет;
- при създаване на нова община;
- при създаване на ново кметство;
- когато до втори тур са допуснати да участват двама кандидати и между двата тура единият от тях почине;
- когато изборът за общински съветници или кметове е обявен за недействителен;
- след извършване на определени административно-териториални промени;
- когато в продължение на три месеца общинският съвет не проведе заседание, правомощията му се прекратяват с решение на общинската избирателна комисия и в тримесечен срок се произвеждат нови избори за общински съвет.

## Частични избори в други страни
В Германия частични избори за кметове се провеждат само ако редовните избори са по-далече от шест месеца след прекратяването на правомощията. В специални случаи може да има частични избори за немски народни представители. Например, ако те не принадлежат към партия, която също е участвала в изборите със списък. В противен случай мястото се заема от следващия в списъка, а в случай, че няма следващ в списъка, мястото остава незаето. 
В повечето страни с мажоритарна избирателна система, освободените места се запълват с частични избори. Такива са системите в САЩ и Обединеното кралство. В такива страни частичните избори не са извънредно явление.